# Skwierawy
Skwierawy (kaszub. Skwirawë, niem. Squirawen) – wieś kaszubska w Polsce położona w województwie pomorskim, w powiecie bytowskim, w gminie Studzienice.
Wieś oddalona jest o 1 km od jeziora Fiszewo i 3 km od drogi krajowej nr  ze Stargardu do Gdyni. W skład sołectwa Skwierawy, leżącego na terenie Pojezierza Kaszubskiego wchodzą również osady Bielawy, Błotowo, Fiszewo, Imieni, Kamionka, Widno. Południowym skrajem wsi przebiega linia kolejowa Bytów-Lipusz (obecnie zawieszona). Znajduje się tu również placówka Ochotniczej Straży Pożarnej.
W latach 1975–1998 miejscowość administracyjnie należała do województwa słupskiego.

## Integralne części wsi
| SIMC    | Nazwa    | Rodzaj     |
| ------- | -------- | ---------- |
| 0751485 | Bielawy  | część wsi  |
| 0751491 | Błotowo  | część wsi  |
| 0751500 | Fiszewo  | część wsi  |
| 0751516 | Kamionka | część wsi  |
| 0751539 | Widno    | przysiółek |

## Z kart historii
Do 1772 roku Skwierawy stanowiły królewszczyzną starostwa parchowskiego.
Na koniec 1892 r. wieś miała 183 mieszkańców, 179 Kaszubów i 4 Niemców. Wszyscy byli katolikami.
W roku 1913 Skwierawy miały 255 mieszkańców. Johann von Glowczewski był znaczącym posiadaczem ziemskim, piekarzem był Johann von Kedrowski, stolarzem był Anton Rompa, garbarzem Robert Lyterski, wikliniarzem Johann Waldoch, technikiem dentystycznym Johann Jazdzewski. Było też 2 kowali o nazwiskach Johann Machut i Josef Ruklinski.
Od końca I wojny światowej wieś znajdowała się ponownie w granicach Polski (powiat kościerski). 
Obowiązująca podczas okupacji niemieckiej nazwa Squirawen w 1940 roku została przez nazistowskich propagandystów niemieckich (w ramach szerokiej akcji odkaszubiania i odpolszczania nazw niemieckiego lebensraumu) zweryfikowana jako zbyt kaszubska lub nawet polska i w 1940 r. przemianowana na bardziej niemiecką nazwę - Ollerau.